# PeerCast
PeerCast(피어 캐스트)는 P2P방식의 인터넷 방송 소프트웨어이다. 실제로 TV 화면 등의 영상과 음악, 라디오 방송 등을 스트림 형식으로 전송하고 있다.

## 개요
2002년 4월, P2P방식 인터넷 방송용 소프트웨어를 배급하기 위해, 비영리 사이트를 만들었다. 송신자 측에서 모든 청취자를 받아들이기 위한 서버가 필요 없기 때문에, 일반적인 사용자가 인터넷 방송국을 만드는 게 가능하다. 또한, PeerCast는 전 세계적으로 공개되어 있기 때문에, 세계 곳곳의 라디오와 TV방송을 청취할 수 있다.
일본에서 주로 쓰이는 전송방식은 MP3 등을 사용하지 않고, 주로 OGG형식 등으로 음악을 전송하고 있다. 수신하기 위해서는 Winamp나 JetAudio 등의 소프트웨어가 필요하며, 송신하기 위해서는 스트리밍 미디어 발신용 Oddcast 등의 플러그인이 필요하다.

## 같이 보기
- P2PTV